# Koussan
Koussan est une commune rurale du Mali de l'arrondissement de Filamana, dans le cercle de Yanfolila et la région de Bougouni. Elle a pour chef-lieu la localité de Filamana.

## Étymologie
Ce canton avait reçu le nom d'un bambara nommé N’Fa- Koussan qui en avait fait son point de chasse.

## Géographie
La commune rurale de Koussan est située au sud du cercle de Yanfolila dans la région de Bougouni. Elle est limitée au Nord par celle de Gouanan, à l’Ouest par la commune rurale de Gouandiaka, au Sud par la Côte d’Ivoire, au Sud-Ouest par celle de la Guinée et à l’Est par la commune rurale de Yinindougou du cercle de Bougouni. Elle est frontalière de la Guinée à l'ouest, sa limite passe par le tripoint frontalier le entre le Mali, la Guinée et la Côte d'Ivoire. 
Le chef-lieu de la commune rurale est Filamana, distant à 95 km de Yanfolila le chef-lieu de cercle, 390 km de Sikasso le chef-lieu de région, 250 km de Bamako la capitale du Mali.
Les seize villages sont situés entre les longitudes : - 8, 087888 pour Densokoro, – 7, 95409 pour Filamana et les latitudes : 10, 24714 pour Sandougoula) et 10, 63836 pour Farabala.
L’attitude moyenne est de 250 m. Le relief accidenté comporte des sols latéritiques gravillonnaires au niveau des plateaux. Les vastes plaines sont des formations sableuses et sablo-limoneuses ou limono-argileuses au niveau des bas-fonds tout au long des cours d’eau. Les deux fleuves permanents sont le Ballé et le Baoulé, alors que le Daounako, le Shèbadeni et le Shèbaba sont des cours d’eau temporaires.

## Climat
La commune rurale de Koussan appartient à la zone agro-écologique du Haut-Bani- Niger occidental. La pluviométrie y varie de 1 200 à 1 600 mm par an.
L'année se divise en trois saisons : une saison pluvieuse de 6 mois de mai à octobre, une saison sèche fraîche de novembre à janvier et une saison sèche chaude de février à avril. La température moyenne annuelle est de 28 °C.

## Flore et faune
Sa végétation est formée par endroits de forêts. On y rencontre : le caïlcédra, le karité, le néré, le kapokier, le sho, le linkè, le nguin, le kolokolo, le baobab, le palmier et beaucoup d’autres types d’arbustes et buissons.
Le Koussan est l’une des réserves les plus fournies en animaux sauvages. Malgré les feux de brousse et le braconnage, on y trouve diverses espèces : singes, fauves (Panthère, Hyène, Chacal, etc.), plusieurs espèces de reptiles dont les plus géants et les plus venimeux de la zone. Les volailles sont surtout constituées de pintade, perdrix, canard sauvage, calao, de rapaces.
L’assèchement des cours d’eau temporaires en saison sèche pose un sérieux problème pour abreuver les animaux dans la partie intérieure de la commune.

## Situation administrative
L’arrondissement de Filamana créé par la loi du 27 juillet 1960 comptait 19 villages et trois secteurs de développement pour une population de 8 052 habitants dont 2 796 imposables.
L’arrondissement de Filamana fut transformé par la loi du 4 novembre 1996 en commune rurale de Koussan, composée de 16 villages : Filamana, Bassidibédjing, Sangarédjing, Kagouéssamala, Dalakan, Mogoyafara, Koniko, Ourodji, Daounabéré, Densokoro, Densobéléda, Densomadina, Sandougoula, Farabala, Djangouemerila, et de hameaux.
Elle est dirigée par un conseil communal de onze membres comprenant un bureau de quatre membres et des commissions de travail. Elle est membre de l’Association des Municipalités du Mali.

### Les ressources fiscales
| Imposables           | 2 243 |
| Cheptels             | 671   |
| Armes perfectionnées | 18    |
| Armes de traite      | 180   |
| Charrues             | 180   |
| Semoirs              | 22    |
| Pirogues             | 1     |
| Motos                | 111   |
| Vélos                | 214   |
| Moulins              | 5     |

### Infrastructures
La commune dispose d’une seule piste latéritique, qui la relie d’une part à la commune de Gouanan et d’autre part à la République de Côte d’Ivoire. Elle n’est pas praticable sur toute sa longueur en toute saison. Les autres pistes qui relient les villages entre eux sont toutes dégradées et leur praticabilité par les engins lourds se limite à la seule saison sèche.
En matière de télécommunication, la commune dispose de trois RAC (Douane, CSAR et Administration).
La commune n’est pas couverte par les ondes de la télévision nationale. La couverture radiophonique est assurée par l’Office des Radios et Télévision du Mali (ORTM). La radio communautaire du Cercle (Radio Wassoulou) ne couvre pas certains villages de la commune malgré son antenne relais de Kalana.

## Démographie
Sur 1 056 km2, la commune rurale de Koussan a une population de 7 927 habitants dont 3 914 femmes (49,37 %). La population, composée majoritairement des peulh- bambara, comprend quelques bozo et dogon.
La stratification par classe d’âge montre l'extrême jeunesse de la population:
- Moins d’un an : 2,60 %
- De 1 à 13 ans : 41,59 %
- De 14 à 17 ans : 40,70 %
- De 18 à 59 ans : 6,09 %

La population s’accroît par un flux migratoire de la population des régions de Ségou et de Mopti (bozo et dogon) qui viennent à la recherche des terres fertiles et des zones de pêche.
La religion prédominante est l’islam. Il y a aussi quelques chrétiens et animistes.
La langue parlée est le bambara, malgré la prédominance des peuls.

## Villages
La commune s'étend sur 16 localités relevées lors du recensement général de 2009. 
Les villages les plus peuplés sont :
- Daounabéré (1 046 habitants)
- Filamana (987 habitants)
- Sandougoula (981 habitants)

La loi 2023-007 attribue à la commune 16 villages, fractions ou quartiers.
- Filamana
- Bassidibédjing
- Kangouessalama
- Dalakan
- Mogoyafara
- Koniko
- Ourodji
- Daounabéré
- Dinso-Béléda
- Dinso-Madina
- Sandougoula
- Kouroulamini
- Diangoueremila
- Sangarédjing
- Farabala
- Dinsikoro

## Organisations sociales
Le chef de village qui est élu ou désigné est toujours un descendant de la famille fondatrice du village. Il s’entoure d’un conseil et représente l’interlocuteur direct de l’administration.
Le patriarche ou chef coutumier est toujours le plus âgé du village, excepté les hommes de caste (griot, forgeron, etc.). Celui-ci s’entoure d’un conseil et gère tous les aspects coutumiers au niveau du village.
Parallèlement, il existe au niveau de la commune des organisations socioprofessionnelles (association de chasseurs, de femmes, de jeunes, des planteurs, d’éleveurs, de pêcheurs, d’artisans, etc.) autour de centres d’intérêt économique et professionnel.
Les habitations sont des cases rondes et rectangulaires couvertes de chaumes et parfois de tôles. Les recherches minières pour confirmer des anomalies aurifères existantes ont été effectuées par différentes sociétés d’exploitations minières mais les résultats ne sont pas encore disponibles. Les mesures d’assainissement sont envisagées par le conseil communal par la mise en place des Groupements d’intérêt économique d’assainissement dans les villages.
La commune compte deux puits à grand diamètre dont un à Farabala et un à Bassidibédjing, 21 forages dont trois non fonctionnels. Seul le village de Kouroulamini est dépourvu de point d’eau potable. Malgré l’existence de ces points d’eau, de sérieux problèmes d’approvisionnement en eau potable subsistent à présent.

## Activités économiques
La commune rurale de Koussan présente l’un des écosystèmes les moins menacés du pays malgré les diverses actions concourant à la dégradation de l’environnement causées par l’homme (feu, braconnage, etc.).
Le système de production est de type agro-sylvo-pastoral avec la prédominance de l’agriculture.

### Agriculture
La commune rurale de Koussan regorge d’immenses potentiels en espaces favorables à l’agriculture avec une pluviométrie très abondante. La principale activité économique, l’agriculture, souffre de handicaps :
le faible niveau d’équipement des paysans, les dégâts causés par des prédateurs sur les cultures ce qui accentue le braconnage dans certaines localités.
Les cultures vivrières sont : les maïs, le mil, le riz, la patate, le manioc, igname, le niébé le fonio et le gombo. Les cultures de rente sont : le coton, l’anacarde, la mangue et l’arachide.
En dehors des produits de maraîchage, de cueillette (Karité, Néré), la forêt fournit le bois de chauffe, le bois de menuiserie, le miel et la pharmacopée.

### L’élevage
La commune dispose d’un seul ouvrage hydro-pastoral (digue) à Sangarédjing, qui par la permanence de ses eaux joue le rôle d’étang piscicole. Le climat impose à la commune un élevage axé surtout sur les races naines. La commune, totalement encadrée par l’ONDY (Opération N’DAMA de Yanfolila), compte 3 202 bovins, 2 289 ovins/caprins, 38 asins et 5 022 têtes de volailles. Les infrastructures existantes sont : cinq parcs de vaccination dont un en dur et les quatre autres en bois (conception ONDY).

### La Pêche et la Chasse
La pêche est pratiquée au niveau des fleuves Ballé et Baoulé par les Bozos, dans les rivières par les autres populations. Les produits de la pêche sont : le capitaine, la silure, la carpe, le mancheron, le poisson électrique, etc.
La chasse est pratiquée mais, est assujettie aux mesures mises en place en vue de la protection de certaines espèces telles le buffle, l’antilope.

### Le petit commerce
Il est orienté sur les produits de cueillette, d’agriculture, de pêche, d’élevage, aussi de chasse et les produits de première nécessité. L’orpaillage est pratiqué de façon modérée pendant ces dernières années. Il existe deux marchés hebdomadaires dont un à Filamana et l’autre à Mogoyafara.
L’artisanat est peu développé et concerne : la menuiserie, couture, et deux ateliers de fabrique d’équipements agricoles.
La commune rurale de Koussan compte aussi en son sein soixante trois caisses associatives dont le Kafo Jiginèw implanté à Filamana, pour favoriser la mobilisation de l’épargne locale, huit points de vente de carburant et lubrifiants, cinq moulins pour la transformation des produits agricoles.
Le type de tourisme qui pourrait être pratiqué dans la commune est le tourisme cynégétique à cause de la variété de la faune. Quelques démarches ont été déjà entreprises dans le sens par les opérateurs économiques.

## La santé
Toutes les infrastructures existantes, à savoir, le centre de santé d’arrondissement revitalisé (CSAR) et la maternité installés au chef-lieu de la commune (Filamana) sont encadrées par un infirmier d’État, un aide-soignant et un gérant de pharmacie. Les maladies les plus fréquentes sont : le paludisme, les maladies respiratoires, les dermatoses, la diarrhée et les morsures de serpents. Le secteur de la santé est épaulé par AID Mali (Planning familial).

## L’éducation
Le premier cycle est composé de quinze établissements dont quatre classiques (Filamana, Sandougoula, Dinsokoro, Farabala), dix écoles communautaires et un centre d’Étude pour le développement (CED) tous encadrées par un ensemble de trente cinq enseignants. La commune a un effectif de 1 246 élèves en 2005-2006 dont 1 140 garçons contre 485 filles (38 %).
Le seul second cycle basé à Filamana compte trois classes de deux cent seize 216 élèves dont quarante trois filles (20 %) encadré par cinq enseignants.
Les centres d’alphabétisation sont au nombre de quatorze encadrée par dix huit animateurs dont une femme. Le nombre de néo-alphabètes est 328 dont 144 femmes soit 44 % de l’effectif total.